# Bataille de Sırpsındığı
Guerres serbo-ottomane
Sırpsındığı était selon des sources ottomanes, un raid nocturne soudain d'une force ottomane menée par Hacı İlbey sur un contingent serbe sur les rives du fleuve Maritsa à environ quinze kilomètres de la ville d'Andrinople. Il s'est produit en 1364 entre un corps expéditionnaire des Ottomans et une armée serbe qui comprenait également des croisés, dirigés par le roi Louis Ier de Hongrie, envoyés par le pape. Les Ottomans ont détruit l'armée serbe, c'est pourquoi la bataille était connue sous le nom de "sırp sındığı" (destruction des Serbes). La bataille était la première tentative de jeter les Ottomans des Balkans avec une armée alliée. Il n'y a aucune trace de cette bataille dans aucune source serbe, hongroise, papale ou européenne.

## Définition de "Sırpsındığı"
En turc ottoman, Sırp signifie « serbe » et sındık signifie « destruction », donc sırpsındığı signifie « destruction des Serbes » ou « déroute des Serbes », qui symbolise les pertes des soldats serbes dans cette bataille.

### Confusion et homonymie
- Selon certaines sources[3], cette bataille et la bataille de la Maritsa (bataille de Tchernomen) étaient une seule et même bataille.
- Selon des sources turques, Sirpsindiği et la bataille de la Maritsa étaient deux batailles distinctes[5] et que la perte serbe à Sırpsındığı était l'une des principales raisons de la bataille de la Maritsa, où les Serbes ont vengé la bataille précédente. La bataille de la Maritsa a eu lieu à Orménio (tr. Çirmen) en Grèce, tandis que cette bataille a eu lieu au village de Sarayakpınar en Turquie ; deux endroits différents qui sont tous deux situés au bord du fleuve Maritsa. En raison de cette situation, certaines sources utilisent les termes « Première bataille (de la Maritsa) » pour Sırp Sındığı et « Deuxième bataille (de la Maritsa) » pour celle d'Ormenio. Les commandants de ces deux batailles étaient différents; les forces ottomanes de la bataille de la Maritsa étaient dirigées par Lala Şâhin Pacha, tandis que Sırp Sındığı était dirigé par Hacı Ilbey, qui avait en fait été tué par Lala Şahin Paşa en 1365.
- Selon d'autres sources, il y a eu deux grandes batailles en 1364 et 1371, mais que le "Sırp Sındigi" (destruction des Serbes) était la bataille de la Maritsa (à Orménio), alors que la bataille de 1364 aurait pu être appelée par un nom différent[2].

À l'instigation du pape Urbain V, une armée de croisade de Hongrois, de Serbes, de Bosniaques et de Valaques fut formée et en 1364 elle entreprit de reprendre Andrinople. Il marcha sans être dérangé vers la Maritsa, mais là, il fut surpris par une attaque nocturne et coupé en morceaux. ... Néanmoins les Serbes résolurent d'arrêter les Turcs dans la vallée de la Maritsa et marchèrent jusqu'à Tchernomen entre Philippolis et Andrinople. Là, à l'aube du 26 septembre 1371, une force turque très inférieure les a surpris et en a massacré un grand nombre.
Il n'y a pas de trace unique de cette bataille dans les sources serbes et hongroises. Toutes les informations sur la bataille de 1364 sont basées sur des sources ottomanes. Certaines de ces informations se heurtent à l'histoire médiévale de la Hongrie, de la Bosnie, de la Valachie et de la Serbie. Selon des sources européennes, le roi Louis Ier de Hongrie était en guerre contre l'interdiction Stefan Tvrtko Ier de Bosnie et les hérétiques bosniaques en 1363. L'armée sous le commandement personnel de Louis assiégea Sokolac en Bosnie en juillet 1363. Selon des sources ottomanes, tous deux ont participé à la bataille de 1364. Il est admis que Vukašin Mrnjavčević est devenu co-dirigeant de la Serbie et roi en août ou septembre 1365. Selon des sources ottomanes, il est roi et chef des forces chrétiennes, même si elles affirment que le roi de Hongrie a participé à la bataille. Louis a signé un traité avec l'empereur Charles et Rodolphe IV d'Autriche à Brno au début de 1364, qui a mis fin à leurs conflits. Autour du 22 au 27 septembre 1364, Louis a participé au Congrès de Cracovie, où le monarque européen a discuté d'une éventuelle croisade contre les Turcs.

### Prélude
Lorsque les Ottomans ont capturé Andrinople en 1362, une route principale stratégique de Constantinople à l'Europe a été coupée. Un grand nombre d'immigrants turcs ont commencé à s'installer très rapidement en Thrace. Les Ottomans ont également attaqué les terres de l'empire serbe, bulgare et byzantin. La politique d'élargissement des Ottomans a provoqué la peur et les contre-réactions des autres nations des Balkans. Lorsque les Ottomans ont capturé Plovdiv en 1363, un commandant de garnison byzantine à Plovdiv s'est enfui en Serbie. Il a constamment conseillé et encouragé les Serbes et les Bulgares à attaquer rapidement les forces ottomanes en infériorité numérique avec une force alliée avant que les Ottomans ne renforcent leurs positions. Les Serbes et les Bulgares ont donc accepté d'envoyer une force alliée pour repousser les Ottomans des Balkans. Avec les encouragements et les efforts du Pape Urbain V, la Principauté de Valachie et l'Église bosnienne ont accepté d'envoyer des troupes pour soutenir cette force alliée. Le Royaume de Hongrie, qui se battait également pour le leadership dans les Balkans, a soutenu cette armée en envoyant des troupes dirigées par Louis Ier de Hongrie.

### Bataille
Une armée de croisade composée de 30 000 à 60 000 soldats a commencé à se déplacer sur Andrinople ; à cette époque, le sultan ottoman Mourad Ier combattait les mercenaires catalans dans l'armée byzantine à Biga (Çanakkale). La plupart de l'armée ottomane était en Asie Mineure. Lala Sahin Pacha qui fut le premier Beylerbey de Roumélie, demanda au Sultan de lui envoyer des renforts. Lala Şahin Paşa a nommé Hacı İlbey à la tête d'un corps expéditionnaire censé surveiller et ralentir l'armée alliée.
Malgré tous les efforts, l'armée alliée a traversé le fleuve Maritsa très facilement sans aucune résistance importante et a établi un camp dans le village de Sarayakpinar (ancien nom : Sirpsindiği) à Edirne près des rives du fleuve Maritsa. Ils étaient très proches d'Andrinople. Les chefs de l'armée ont organisé une fête tôt cette nuit-là. Ils espéraient emmener Andrinople avec facilité. Ils ont négligé de prendre des mesures qui pourraient protéger le camp, mais le camp était surveillé par les forces expéditionnaires. Hacı Ilbey décida de lancer une attaque surprise sans attendre de renforts. Les akinjis ottomans ont attaqué le camp allié dans l'obscurité de la nuit et ils ont chacun porté deux torches dans le but de tromper l'ennemi en lui faisant croire qu'ils avaient le double de leur nombre réel. L'astuce a fonctionné et cette attaque surprise a plongé l'armée alliée dans la panique étant donné qu'elle était ivre ou endormie à cause de la fête. Ils ont supposé que le sultan ottoman Mourad était arrivé là-bas avec une grande armée. La plupart des troupes alliées ont essayé de se replier sur la route d'où elles venaient, bien que beaucoup d'entre elles aient été noyées dans le fleuve Maritsa en essayant de nager du côté opposé. La majorité des soldats étaient des Serbes.

### Conséquences
Malgré sa victoire, Hacı İlbey ne vécut qu'un an après cette bataille car en 1365, il fut empoisonné par Lala Sahin Pacha, jaloux de sa victoire. Andrinople est devenue une capitale des Ottomans. Les Bulgares ont accepté de rendre hommage aux Ottomans et cette bataille a précipité la chute de la Bulgarie car les Ottomans ont commencé à occuper la haute Bulgarie. Le nombre élevé de victimes serbes dans cette bataille était l'une des principales raisons de la bataille de la Maritsa, une bataille où les Serbes et leurs alliés tentaient de venger la perte de cette bataille.